# 陳進
陳 進（チェン・ジン、1907年 - 1998年）は、台湾の女性画家。台湾新竹県生まれ。
戦前の日本に留学して日本画を学び、日本や台湾の女性を主なモティーフとした。戦後は台湾における近代美術教育の発展に尽くした。

## 略歴
富裕な知識人階級家庭に生まれる。台北第三高等女学校を卒業後、1925年日本の女子美術学校（現・女子美術大学）日本画科に留学する。女子美術学校を卒業した後は日本にとどまり、1929年3月に松林桂月の紹介によって日本画家鏑木清方らに入門、実際には伊東深水や山川秀峰の指導を受けたとみられ、さらなる研鑽に励んだ。1934年チャイナドレスの姉妹が中国楽器を演奏する《合奏》が第15回帝展に初入選する。1936年台湾の先住民母子を描いた《サンティモン社の女》が文展鑑査展に入選している。戦後は台湾に戻り、台湾近代美術教育の発展に尽くした。

## 作風
日本留学初期は日本的な題材を描いていたが、ローカルカラーを求める当時の日本画壇に応じるようにチャイナドレスの女性や台湾の先住民女性を描くようになる。特に台湾先住民母子をテーマにした《サンティモン社の女》は「野蛮で土着的」な先住民の姿が好まれた社会にあって、一線を画するように聖母子的人物画となっている。戦後台湾においては日本で学んだ日本画と中国の伝統的な絵画との対立の中で苦悩した。後半生はいわゆる家庭的な題材に取組んだ。

## 主な作品
- 《芝蘭の香》1932年 個人蔵
- 《合奏》1934年 個人蔵
- 《サンティモン社の女》1936年　福岡アジア美術館蔵